# Ranunkel
Ranunkel (Ranunculus) er en slægt, som er udbredt i Europa, Nordafrika, Asien og Nordamerika. Flere arter, særligt bidende ranunkel, kaldes på dansk populært Smørblomst. Det er stauder eller enårige urter med talrige støvdragere og frugtanlæg. Kronbladene har nektarkirtler ved grunden. Frugten er en nød. Her omtales kun de arter, som er vildtvoksende i Danmark, eller som dyrkes her.
| Arter |

- Agerranunkel (Ranunculus arvensis)
- Vorterod (Ranunculus ficaria)
- Bidende ranunkel (Ranunculus acris)
- Knoldranunkel (Ranunculus bulbosus)
- Krybende ranunkel (Ranunculus reptans)
- Lav ranunkel (Ranunculus repens)
- Mangeblomstret ranunkel (Ranunculus polyanthemos)
- Nyrebladet ranunkel (Ranunculus auricomus)
- Penselvandranunkel (Ranunculus penicillatus)
- Stivhåret ranunkel (Ranunculus sardous)
- Tiggerranunkel (Ranunculus sceleratus)
- Uldhåret ranunkel (Ranunculus lanuginosus)

## Vandranunkel
Vandranunkel er en gruppe af vandplanter i slægten Ranunkel (Ranunculus). Arterne blev tidligere indplaceret i en selvstændig slægt, Batrachium, en navngivning der ikke længere opretholdes af botanikere, men som stadig bruges i visse populære skrifter. For oversigtens skyld nævnes disse planter samlet nedenfor.
Gruppen Vandranunkel består af 6-7 arter, der alle lever i ferskvand. De fleste af arterne har bladdimorfi med hårformede undervandsblade og hele flydeblade. Blomsterne har fem hvide kronblade, 8 – 30 støvblade og 10 – >30 småfrugter. Blomsterne bestøves overvejende af svirrefluer.
- Almindelig vandranunkel (Ranunculus aquatilis) – Almindelig Frøpeber
- Flodvandranunkel (Ranunculus fluitans) – Flod-Frøpeber
- Kredsbladet vandranunkel (Ranunculus circinatus) – Kredsbladet Frøpeber
- Storblomstret vandranunkel (Ranunculus peltatus)
- Strandvandranunkel (Ranunculus baudotii) – Strand-Frøpeber
- Vedbendvandranunkel (Ranunculus hederaceus) – Vedbend-Frøpeber